# Завісти-Надбужне
Завісти-Надбужне (пол. Zawisty Nadbużne) — село в Польщі, у гміні Малкіня-Ґурна Островського повіту Мазовецького воєводства.
Населення — 328 осіб (2011).
У 1975-1998 роках село належало до Остроленцького воєводства.

## Демографія
Демографічна структура станом на 31 березня 2011 року:
|          | Загалом | Допрацездатний вік | Працездатний вік | Постпрацездатний вік |
| -------- | ------- | ------------------ | ---------------- | -------------------- |
| Чоловіки | 159     | 40                 | 101              | 18                   |
| Жінки    | 169     | 39                 | 100              | 30                   |
| Разом    | 328     | 79                 | 201              | 48                   |